# 三島二日町駅
三島二日町駅（みしまふつかまちえき）は、静岡県三島市南二日町にある、伊豆箱根鉄道駿豆線の駅である。駅番号はIS04。

## 歴史
- 1932年（昭和7年）12月15日：開業。
- 2020年（令和2年）2月23日：田京駅と共に、駅係員の配置時間が7時から8時30分のみとなり、それ以外は原則不在となる[1]。
- 2023年（令和5年）1月18日：三島市の建設会社、小野建設との副駅名権のスポンサー契約による副駅名「ミライの三島を共に支える」の使用を開始[2][3]。

## 駅構造
単式ホーム1面1線を有する地上駅。無人駅であるが、2006年6月より駅員の配置時間が延長されたが、2020年2月に見直しが行われた（前述）。
自動券売機は1台設置されているが自動改札機は設置されていない。
列車接近放送は永楽型のものが使用されている。上り列車、下り列車でいずれも女声が流れ、発車時にはブザーが鳴る。以前は車掌がブザーを鳴らしていたが現在は駅員が鳴らしている。このブザーは付近の踏切にも連動している。現在ではこのブザーは廃止されている。

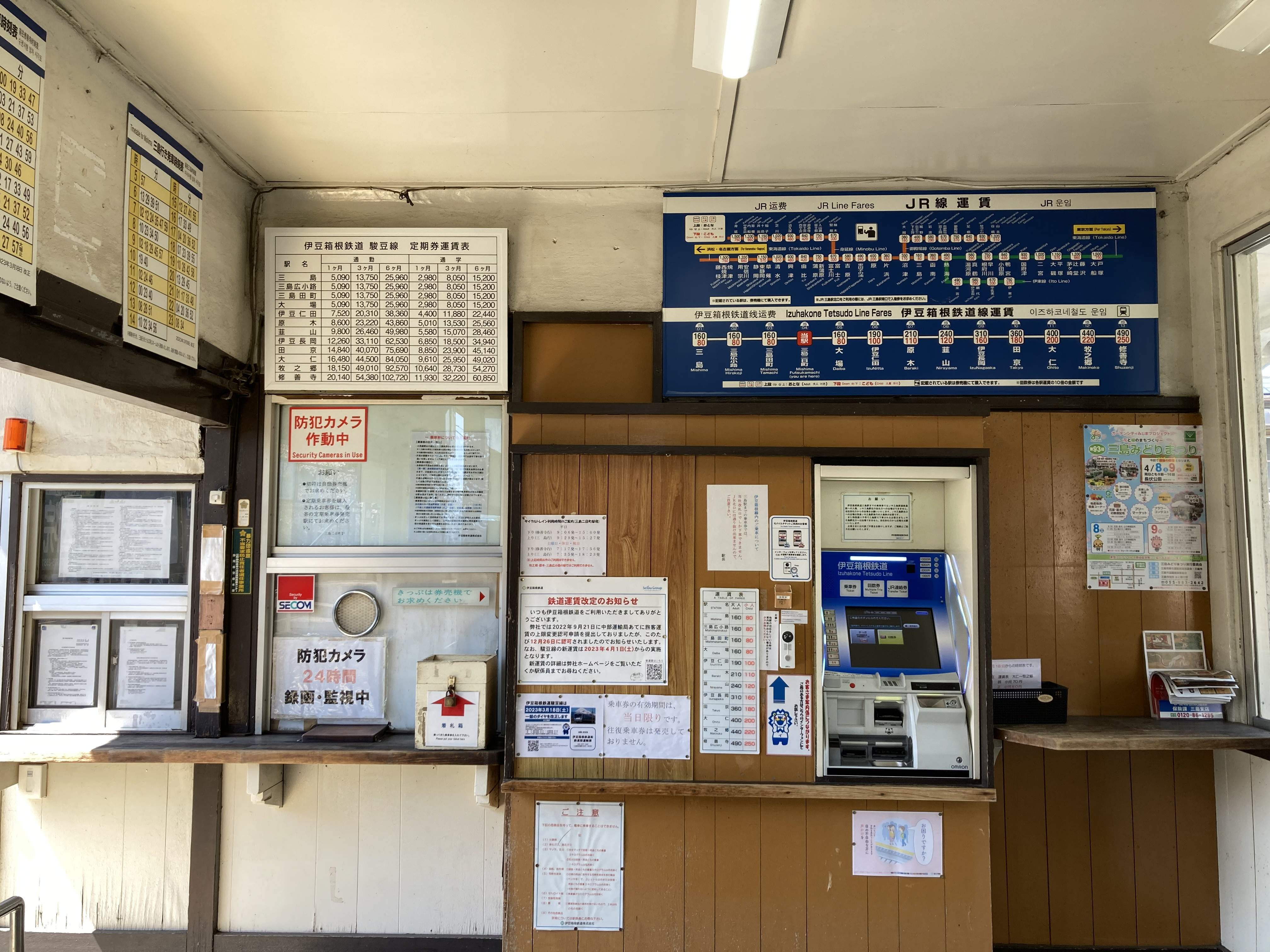
切符売場（2023年4月）
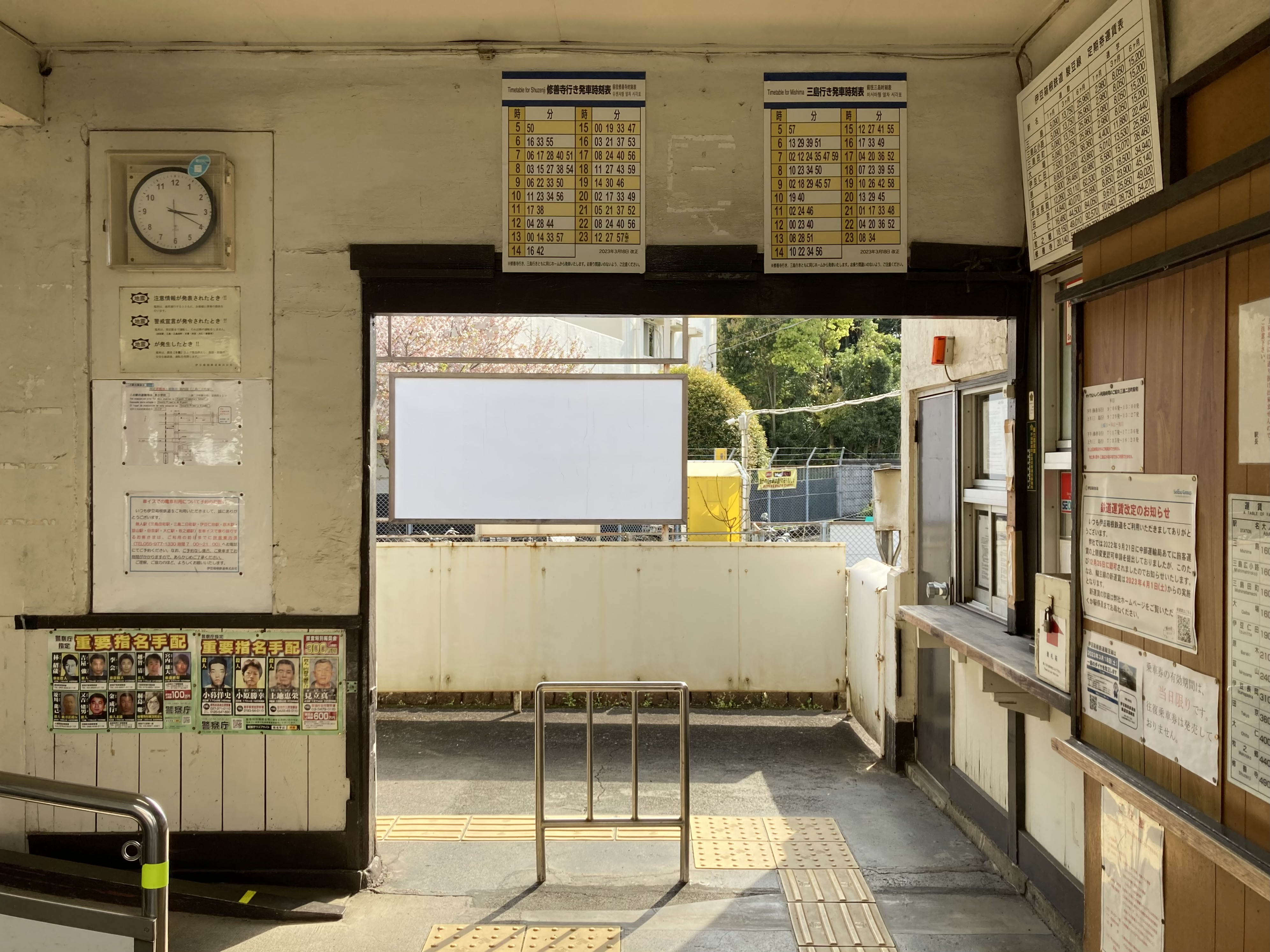
改札口（2023年4月）
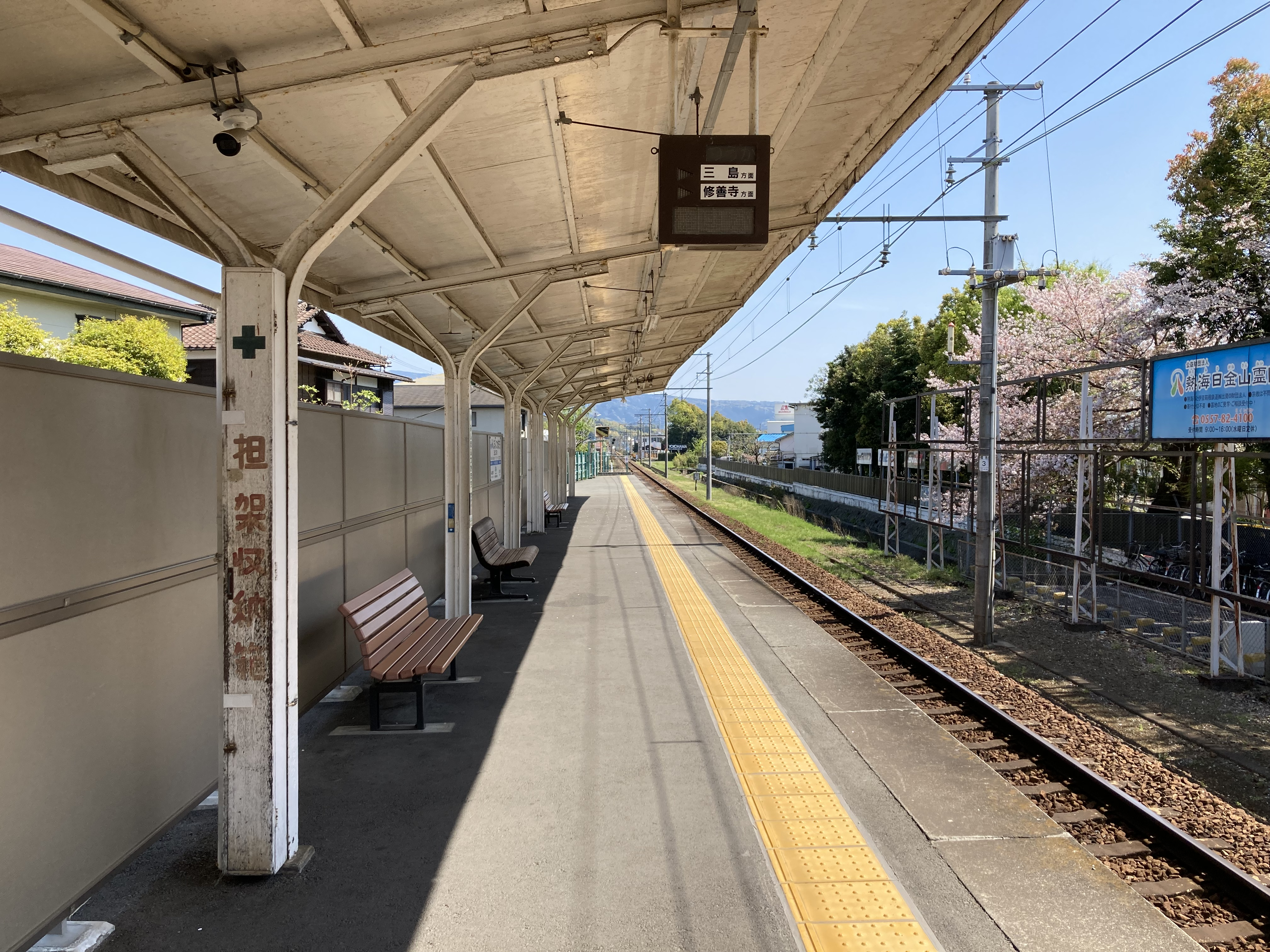
ホーム（2023年4月）
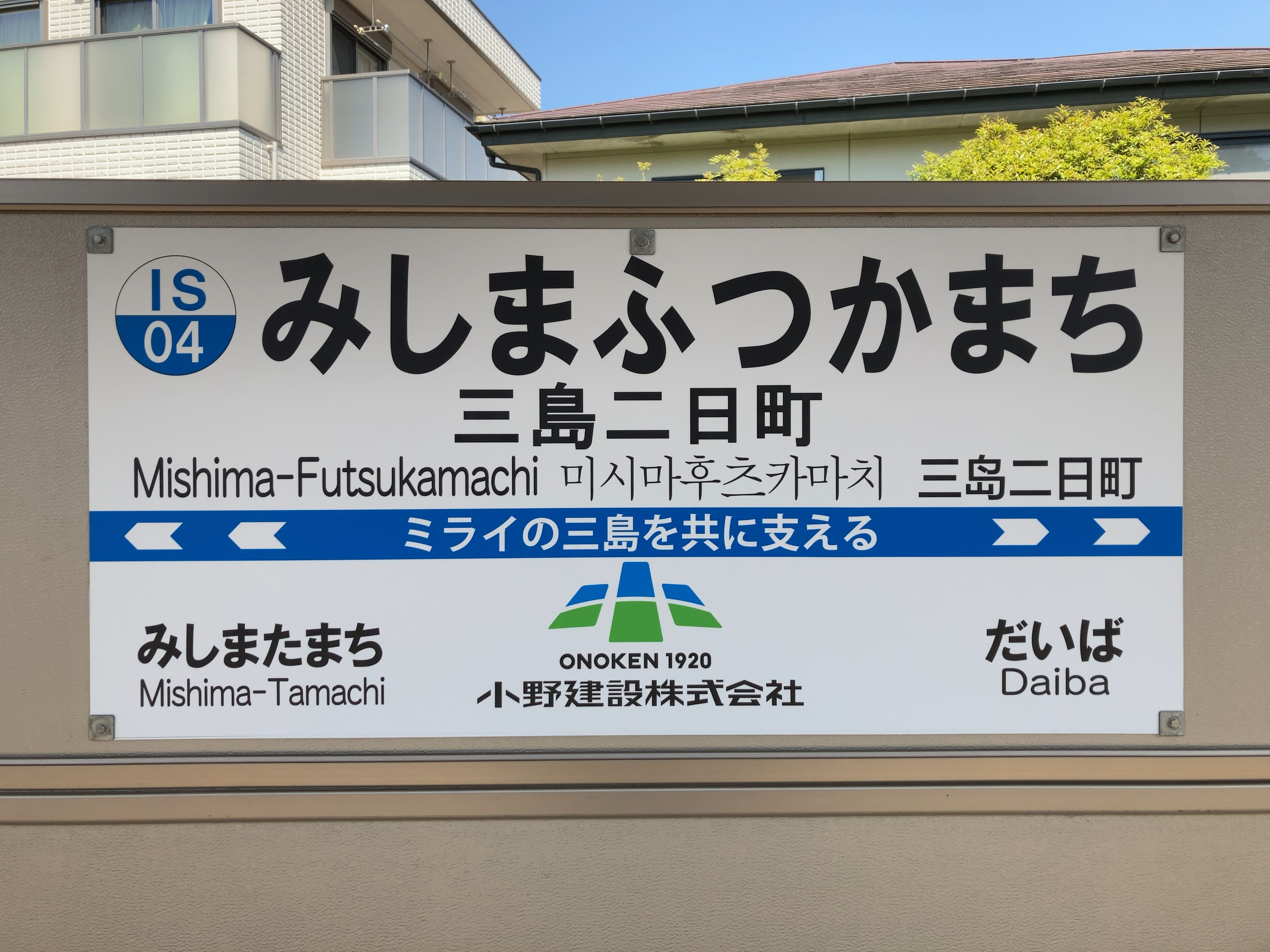
駅名標（2023年4月）

## 利用状況
- 2020年（令和2年）度の1日平均乗車人員は1,109人である。

近年の1日平均乗車人員の推移は以下の通りである。
| 年度               | 1日平均 乗車人員 | 出典     |
| ------------------ | ---------------- | -------- |
| 1993年（平成05年） | 2,073            | [ * 1 ]  |
| 1994年（平成06年） | 2,007            | [ * 2 ]  |
| 1995年（平成07年） | 1,969            | [ * 3 ]  |
| 1996年（平成08年） | 1,942            | [ * 4 ]  |
| 1997年（平成09年） | 1,806            | [ * 5 ]  |
| 1998年（平成10年） | 1,842            | [ * 6 ]  |
| 1999年（平成11年） | 1,858            | [ * 7 ]  |
| 2000年（平成12年） | 1,848            | [ * 8 ]  |
| 2001年（平成13年） | 1,432            | [ * 9 ]  |
| 2002年（平成14年） | 1,437            | [ * 10 ] |
| 2003年（平成15年） | 1,348            | [ * 11 ] |
| 2004年（平成16年） | 1,400            | [ * 12 ] |
| 2005年（平成17年） | 1,384            | [ * 13 ] |
| 2006年（平成18年） | 1,431            | [ * 14 ] |
| 2007年（平成19年） | 1,459            | [ * 15 ] |
| 2008年（平成20年） | 1,479            | [ * 16 ] |
| 2009年（平成21年） | 1,436            | [ * 17 ] |
| 2010年（平成22年） | 1,430            | [ * 18 ] |
| 2011年（平成23年） | 1,377            | [ * 19 ] |
| 2012年（平成24年） | 1,418            | [ * 20 ] |
| 2013年（平成25年） | 1,465            | [ * 21 ] |
| 2014年（平成26年） | 1,472            | [ * 22 ] |
| 2015年（平成27年） | 1,487            | [ * 23 ] |
| 2016年（平成28年） | 1,482            | [ * 24 ] |
| 2017年（平成29年） | 1,483            | [ * 25 ] |
| 2018年（平成30年） | 1,461            | [ * 26 ] |
| 2019年（令和元年） | 1,441            | [ * 27 ] |
| 2020年（令和02年） | 1,109            | [ * 28 ] |

## 駅周辺
周辺は住宅地となっており、駅東側には市営住宅がある。市営住宅の北には静岡県立三島南高等学校があったが大場に移転し、跡地は南二日町広場として2つのグラウンドとクラブハウスが整備された。駅のすぐ南には横浜ゴムの工場、その南には森永製菓の工場がそれぞれ建つ。
- 南二日町広場
- 市営南二日町住宅
- 三島市立保健センター
- 森永製菓三島工場
- 横浜ゴム三島工場
- 三島警察署
- 国道1号三島バイパス
- 国道136号

## 隣の駅
伊豆箱根鉄道
 駿豆線
三島田町駅 (IS03) - 三島二日町駅 (IS04) - 大場駅 (IS05)

### 記事本文
1. 1 2  “駿豆線における駅員配置時間帯の見直しについて” (PDF).  伊豆箱根鉄道 (2020年2月1日). 2023年1月19日閲覧。
2. ↑  『三島二日町駅の副駅名権（ネーミングライツ） のスポンサー契約を小野建設株式会社と締結』（プレスリリース）伊豆箱根鉄道、2023年1月13日。オリジナルの2023年1月13日時点におけるアーカイブ。2023年1月15日閲覧。
3. ↑  小沢佑太郎「三島二日町駅に副駅名「ミライの三島を共に支える」　伊豆箱根鉄道　地元建設会社と契約」『あなたの静岡新聞』2023年1月19日。オリジナルの2023年1月19日時点におけるアーカイブ。2023年1月20日閲覧。
4. ↑  “南二日町広場”.   三島市. 2023年8月10日閲覧。
5. ↑  “三島市南二日町に静岡県で2番目のJFA公認施設71号誕生”.   長谷川体育施設. 2023年3月25日閲覧。

### 利用状況
静岡県統計年鑑
1. ↑  静岡県統計年鑑1993（平成5年） (PDF)
2. ↑  静岡県統計年鑑1994（平成6年） (PDF)
3. ↑  静岡県統計年鑑1995（平成7年） (PDF)
4. ↑  静岡県統計年鑑1996（平成8年） (PDF)
5. ↑  静岡県統計年鑑1997（平成9年） (PDF)
6. ↑  静岡県統計年鑑1998（平成10年） (PDF)
7. ↑  静岡県統計年鑑1999（平成11年） (PDF)
8. ↑  静岡県統計年鑑2000（平成12年） (PDF)
9. ↑  静岡県統計年鑑2001（平成13年） (PDF)
10. ↑  静岡県統計年鑑2002（平成14年） (PDF)
11. ↑  静岡県統計年鑑2003（平成15年） (PDF)
12. ↑  静岡県統計年鑑2004（平成16年） (PDF)
13. ↑  静岡県統計年鑑2005（平成17年） (PDF)
14. ↑  静岡県統計年鑑2006（平成18年） (PDF)
15. ↑  静岡県統計年鑑2007（平成19年） (PDF)
16. ↑  静岡県統計年鑑2008（平成20年） (PDF)
17. ↑  静岡県統計年鑑2009（平成21年） (PDF)
18. ↑  静岡県統計年鑑2010（平成22年） (PDF)
19. ↑  静岡県統計年鑑2011（平成23年） (PDF)
20. ↑  静岡県統計年鑑2012（平成24年） (PDF)
21. ↑  静岡県統計年鑑2013（平成25年） (PDF)
22. ↑  静岡県統計年鑑2014（平成26年） (PDF)
23. ↑  静岡県統計年鑑2015（平成27年） (PDF)
24. ↑  静岡県統計年鑑2016（平成28年） (PDF)
25. ↑  静岡県統計年鑑2017（平成29年） (PDF)
26. ↑  静岡県統計年鑑2018（平成30年） (PDF)
27. ↑  静岡県統計年鑑2019（令和元年） (PDF)
28. ↑  静岡県統計年鑑2020（令和2年） (PDF)